# Bomarion affabile
Bomarion affabile är en skalbaggsart som beskrevs av Dilma Solange Napp och Martins 1982. Bomarion affabile ingår i släktet Bomarion och familjen långhorningar. Inga underarter finns listade.